# Kim Hyang-mi
Kim Hyang-Mi (19 de setembro de 1979) é uma mesa-tenista norte-coreana, medalhista de prata dos Jogos Olímpicos de Atenas